# 992 Swasey
992 Swasey là một tiểu hành tinh bay quanh Mặt Trời. Nó được phát hiện bởi Otto Struve năm 1922 tại Đài quan sát Yerkes ở Vịnh Williams, Wisconsin, USA. Nó được đặt theo tên Ambrose Swasey của Warner & Swasey Company, họ đã xây dựng một kính viễn vọng 82-inch với tên gọi Struve ở đài thiên văn McDonald.